# ماري إي. بيرد
ماري إي. بيرد (بالإنجليزية: Mary E. Byrd)‏ هي عالمة فلك أمريكية، ولدت في 15 نوفمبر 1849 في لي روي في الولايات المتحدة، وتوفيت في 13 يوليو 1934.